# Kosovo Polje
Kosovo Polje (în albaneză Fushë Kosovë; în sârbă Косово Поље, cu alfabetul latin: Kosovo Polje; în traducere literală "Câmpia Mierlei" sau "Câmpia Kosovo") este un oraș din districtul Priștina din centrul Kosovo, aflat la aproximativ 8 km sud-vest de capitala Priština. Recesământul din 2003 arată că populația orașului era de 28,600 de locuitori.

## Istorie
Orașul este cunoscut pentru Bătălia de la Kosovo Polje (1389), deși nu prea oferă multe interse în sine. În aprilie 1987 a devenit scena unui faimos incident când Slobodan Miloșevici - la acea dată președinte al Ligii Comuniștilor din Serbia, a fost trimis la primăria din Kosovo Polje pentru a calma mulțimea furioasă de sârbi, protestând la ceea ce ei văzut ca discriminare față de sârbi de către administația din Kosovo dominată de albanezi. Când cetățenii sârbi s-au plâns că au fost bătuți de poliția albaneză, el le-a spus că "Nimeni nu are dreptul să vă bată... Nimeni nu o să vă mai bată". După incident, Miloșevici a devenit un susținător al sârbilor, devenind președinte al Serbiei doi ani mai târziu.
Înainte de Războiul din Kosovo din 1999, Kosovo Polje a fost orașul în care populația sârbilor ajunse la cel mai mare procent de 24%. Înalta Comisie a Națiunilor Unite pentru Refugiați estimase în martie 1999 că populația (estimată la 40,000) era formată din 24% sârbi, 59% albanezi, și 17% alte etnii.
Kosovo Polje era un oraș cu foarte multe violențe în timpul și după Războiul din Kosovo. În decembrie 1998 primarul deputaților sârbi din Kosovo Polje a fost ucis de luptătorii Armatei de Eliberare din Kosovo, în ciuda adoptării unei linii moderate pentru relațiile sârbilor cu albanezii. Răpirile și asasinările asupra sârbilor și albanezilor au continuat până la pornirea războiului. Populația albaneză a orașului a fost expulzată cu forța de sârbii și paramilitarii locali, și mulți albanezi locali au fost uciși.
După sfârșitul războiului în iunie 1999, cea mai mare parte a populației albaneze s-a întors, în timp ce mulți sârbi din oraș au fost expulzați. Restul populației sârbe a fost mutată într-o enclavă într-o regiune dominată de albanezi. Mii de sârbi și romi din alte părți din Kosovo, ce și-au părăsit casele s-au adăpostit în Kosovo Polje, unde o tabără mare a fost stabilită.
Tensiunile etnice s-au repetat în anii după război și un număr mare de sârbi au fost uciși de albanezi extremiști. Sub presiune continuă, populația sârbilor din Kosovo Polje a fost diminuată constant, până în iulie 2002 când ziarul Blic a raportat că numai 550 de sârbi au rămas în Kosovo Polje. Orașul a fost afectat serios în timpul Tensiunilor etnice din martie 2004, unde multe case locuite de sârbi au fost arse, și mulți sârbi fiind forțați să plece (guvernul Serbiei a declarat că 2,000 de locuitori au fost expulzați, deși acest lucru este incompatibil cu rapoartele anterioare cu privire la numărul de sârbi în oraș). Un număr au fost raportate că s-au întors după incident, și numai câteva din casele distruse au fost reconstruite de UNMIK.

## Demografie
| Ethnic Composition, Including IDPs | Ethnic Composition, Including IDPs | Ethnic Composition, Including IDPs | Ethnic Composition, Including IDPs | Ethnic Composition, Including IDPs | Ethnic Composition, Including IDPs | Ethnic Composition, Including IDPs | Ethnic Composition, Including IDPs | Ethnic Composition, Including IDPs | Ethnic Composition, Including IDPs | Ethnic Composition, Including IDPs | Ethnic Composition, Including IDPs |
| An                                 | Albanezi                           | %                                  | Sârbi                              | %                                  | Așcali                             | %                                  | Romi                               | %                                  | Alte etnii                         | %                                  | Total                              |
| ---------------------------------- | ---------------------------------- | ---------------------------------- | ---------------------------------- | ---------------------------------- | ---------------------------------- | ---------------------------------- | ---------------------------------- | ---------------------------------- | ---------------------------------- | ---------------------------------- | ---------------------------------- |
| 1991                               | 17,374                             | 53.4                               | 8,346                              | 25.7                               |                                    |                                    |                                    |                                    |                                    |                                    | 32,500                             |
| 1998                               | 23,600                             | 59                                 | 9,600                              | 24                                 |                                    |                                    |                                    |                                    |                                    |                                    | 40,000                             |
| Iunie 2000                         | 34,000                             | 84                                 | 4,000                              | 10                                 | 2,600                              | 6.4                                | 300                                | 0.7                                | 60                                 | 0.14                               | 40,500                             |
| Aprilie 2002                       | 34,000                             | 85                                 | 3,239                              | 8                                  | 2,259                              | 5.6                                | 388                                | 1                                  | 21                                 | 0.05                               | 40,000                             |

Sursă: Oficiul comunității municipale al Națiunilor Unite.